# Naturschutzgebiet Neandertal
Das 223 ha große Naturschutzgebiet Neandertal (Kennung ME-002) liegt auf dem Gebiet der Städte Erkrath, Haan und Mettmann im Kreis Mettmann in Nordrhein-Westfalen. Es wurde am 9. August 1921 als erstes Gebiet in Deutschland formal als Naturschutzgebiet ausgewiesen.
Das Gebiet umfasst das Neandertal und Nebentäler im Mittellauf der Düssel, westlich des zur Stadt Haan gehörenden Ortsteils Gruiten bis zur Einmündung der L 403 auf die L 357 in der Nähe des Neandertalmuseums. Weiter westlich schließen sich die Naturschutzgebiete „Laubacher Steinbruch“ (ME-036), „Fraunhofer Steinbruch“ (ME-030) und „Westliches Neandertal“ (ME-045) an.

## Beschreibung
„Das Naturschutzgebiet befindet sich vollständig innerhalb
des FFH-Gebietes „Neandertal“ (DE-4707-302). Es ist geprägt durch den naturnahen Bachmittellauf der Düssel mit den für den Naturraum typischen bachbegleitenden Erlen-Eschenauenwäldern und ausgedehnten Buchenwäldern auf den Talhängen. Kleinflächig tritt hier ein im Naturraum sehr seltener Schluchtwald auf. Geologisch-morphologisch ist das Gebiet landesweit bedeutsam aufgrund der Reliefvielfalt und Karsterscheinungen. Eine herausragende internationale Bedeutung ergibt sich aus den besonderen paläontologischen Funden (Neandertal-Mensch – Homo sapiens neanderthaliensis). (...)
Bei den überregional bedeutsam FFH-Gebieten, die in das Natura 2000 Biotopnetz einbezogen werden, handelt es sich im vorliegenden Gebiet um folgende Lebensräume und Arten:
- Erlen-Eschen- und Weichholz-Auenwälder  als

prioritärer Lebensraum
- Schlucht- und Hangmischwälder  als prioritärer Lebensraum

- Kalkfelsen mit Felsspaltenvegetation

- Waldmeister-Buchenwald

- Hainsimsen-Buchenwald

- Stieleichen-Hainbuchenwald

- Feuchte Hochstaudenfluren

- Eisvogel

- Zauneidechse

- Kammmolch (Der Kammmolch wurde in benachbarten Flächen nachgewiesen; eine Besiedlung des Naturschutzgebietes erscheint wahrscheinlich).“

„Neben der Düssel als prägendes Gewässer existieren im Gebiet mehrere Quellen und Quellbäche und Siefentälchen, die Lebensraum des Feuersalamanders sind. (...)
Die im Gebiet vorhandenen Stauteiche und Tümpel weisen eine hohe Bedeutung als Amphibienlaichgewässer und für die Ringelnatter auf.“

An seltenen, gefährdeten bzw. besonders zu schützenden Pflanzenarten sind u. a. hervorzuheben: Dorniger Schildfarn (Polystichum aculeatum), Echtes Tausendgüldenkraut (Centaurium erythraea), Hirschzungenfarn (Asplenium scolopendrium), Kuckucks-Lichtnelke (Lychnis flos-cuculi), Sumpf-Dotterblume (Caltha palustris), Rippenfarn (Blechnum spicant), Teufelsabbiss (Succisa pratensis) und Schlangen-Knöterich (Bistorta officinalis).

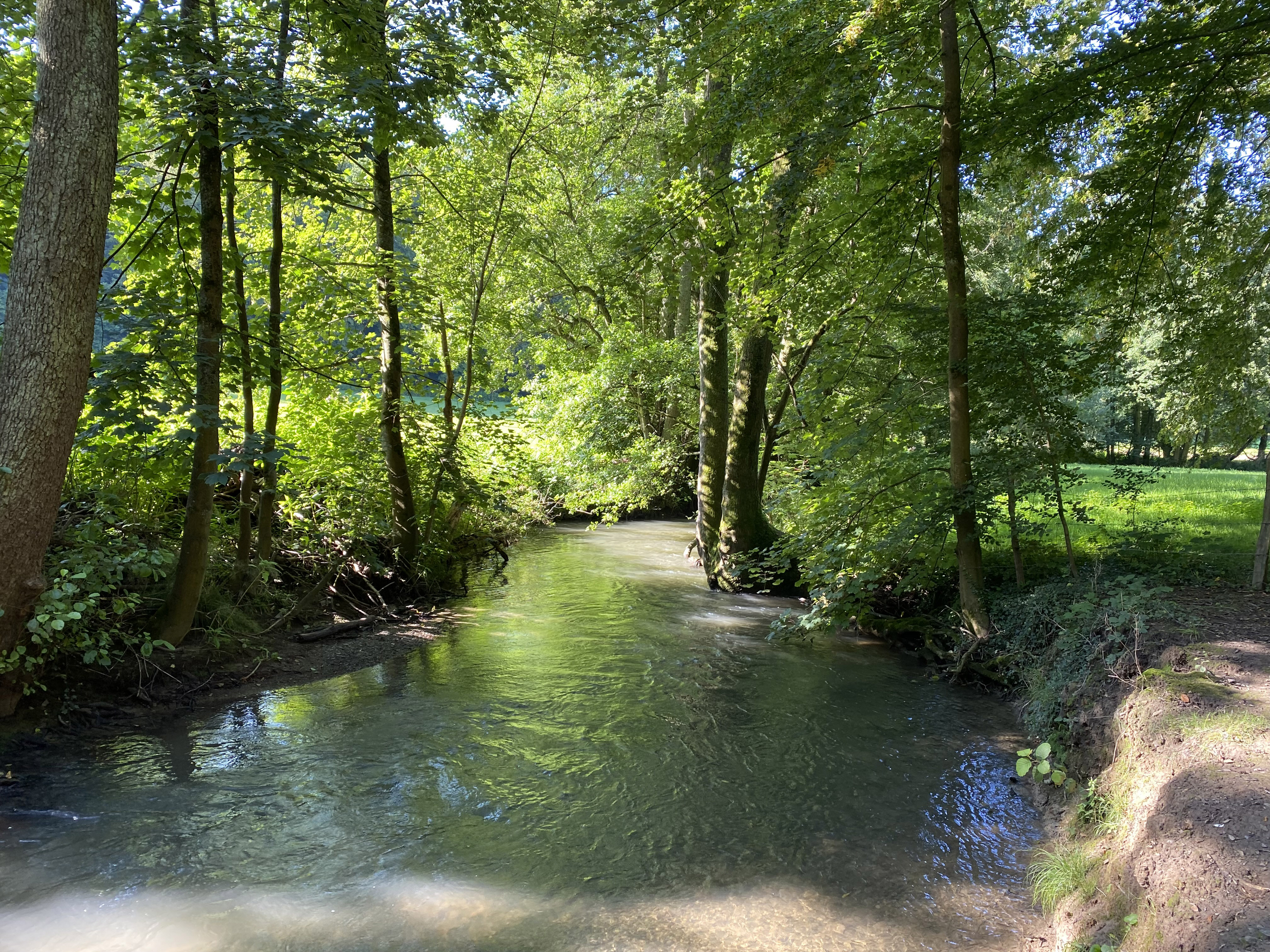
Düssel im Neandertal
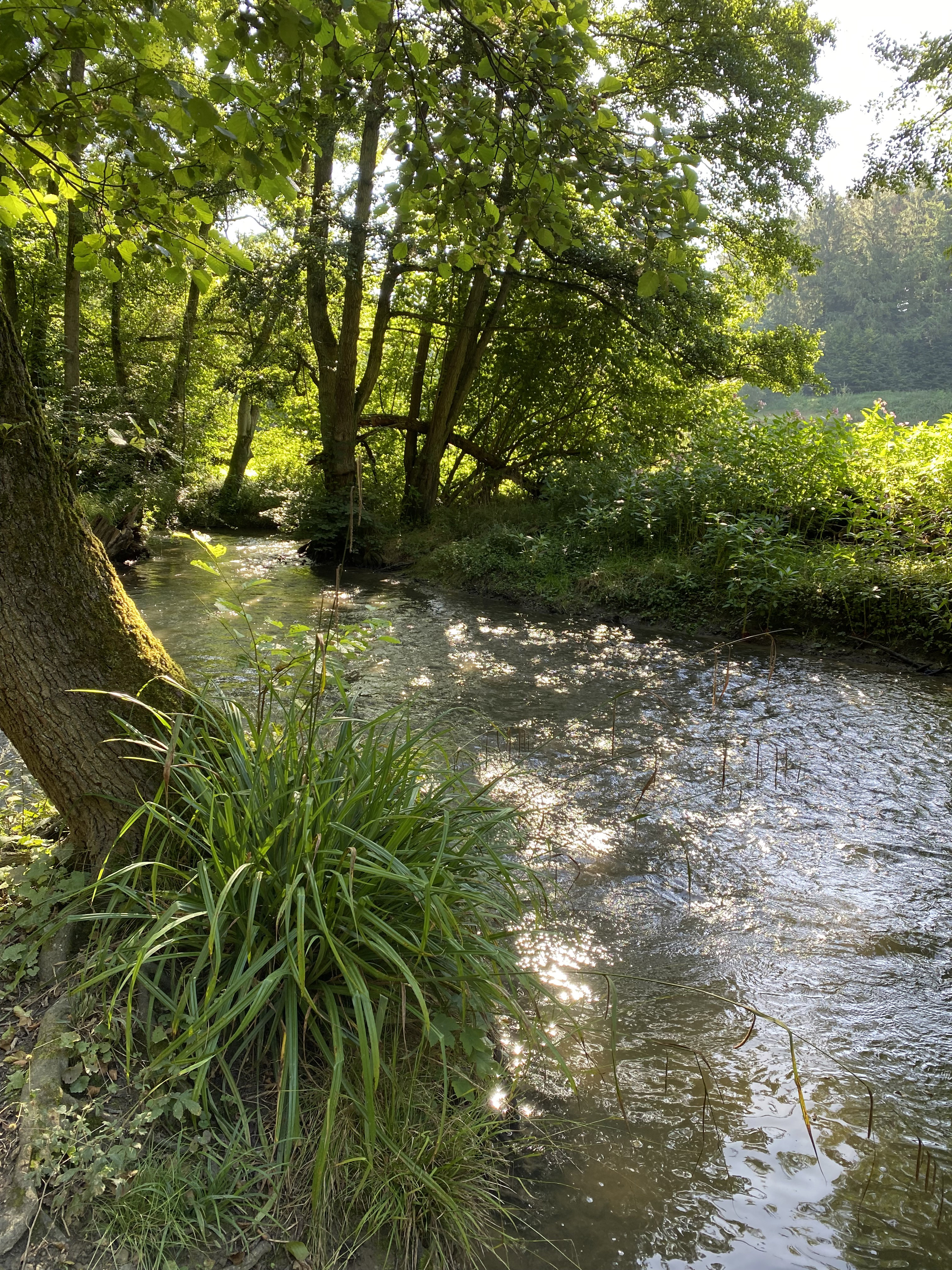
Große Pendelsegge am Düsselufer
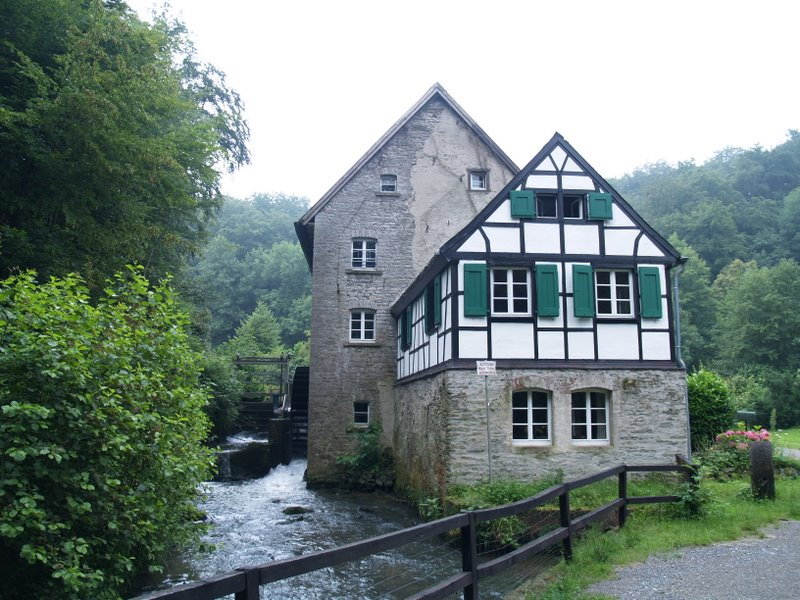
Baudenkmal Winkelsmühle an der Düssel
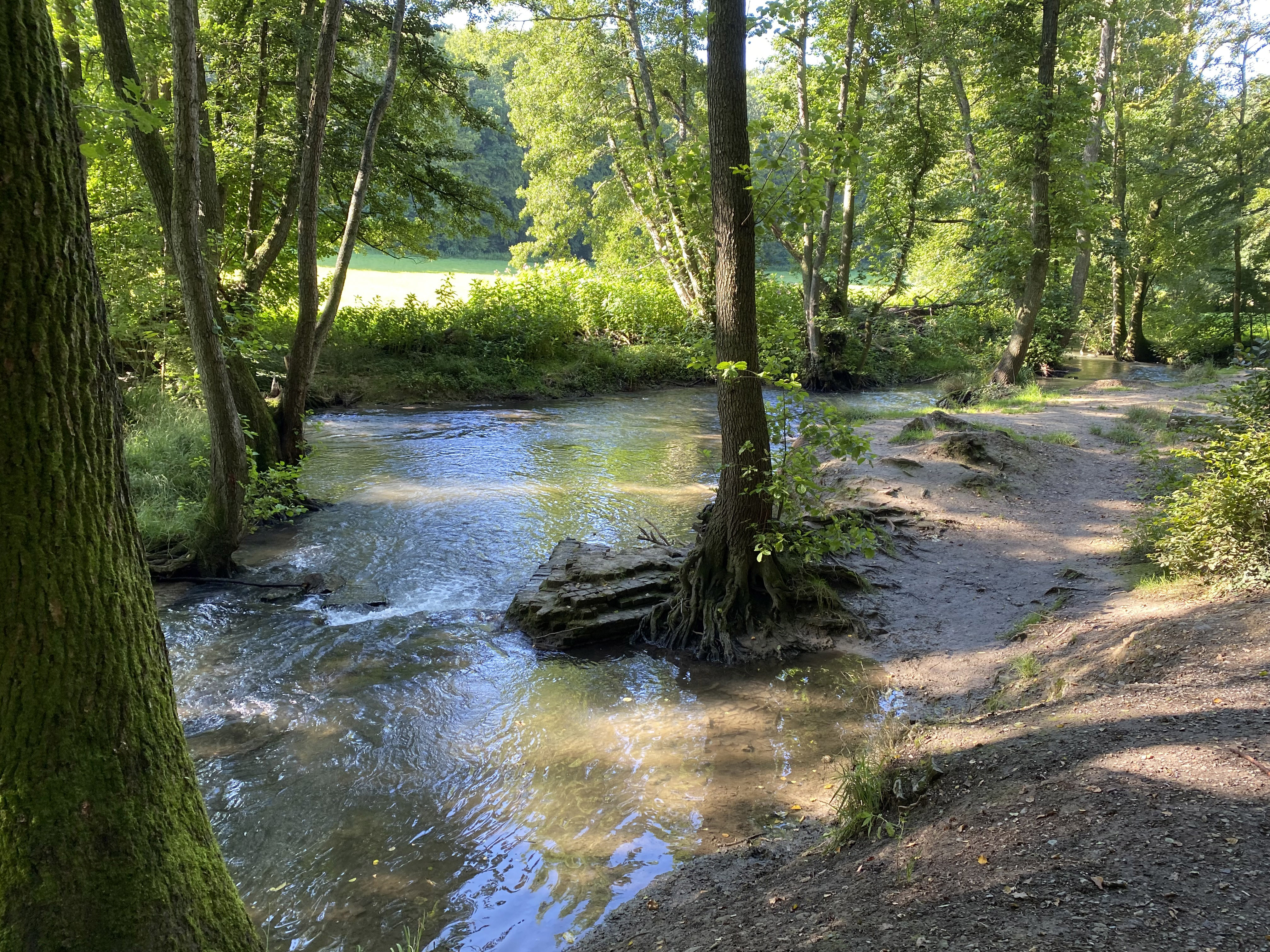
Holzer Flößwehr im Neandertal
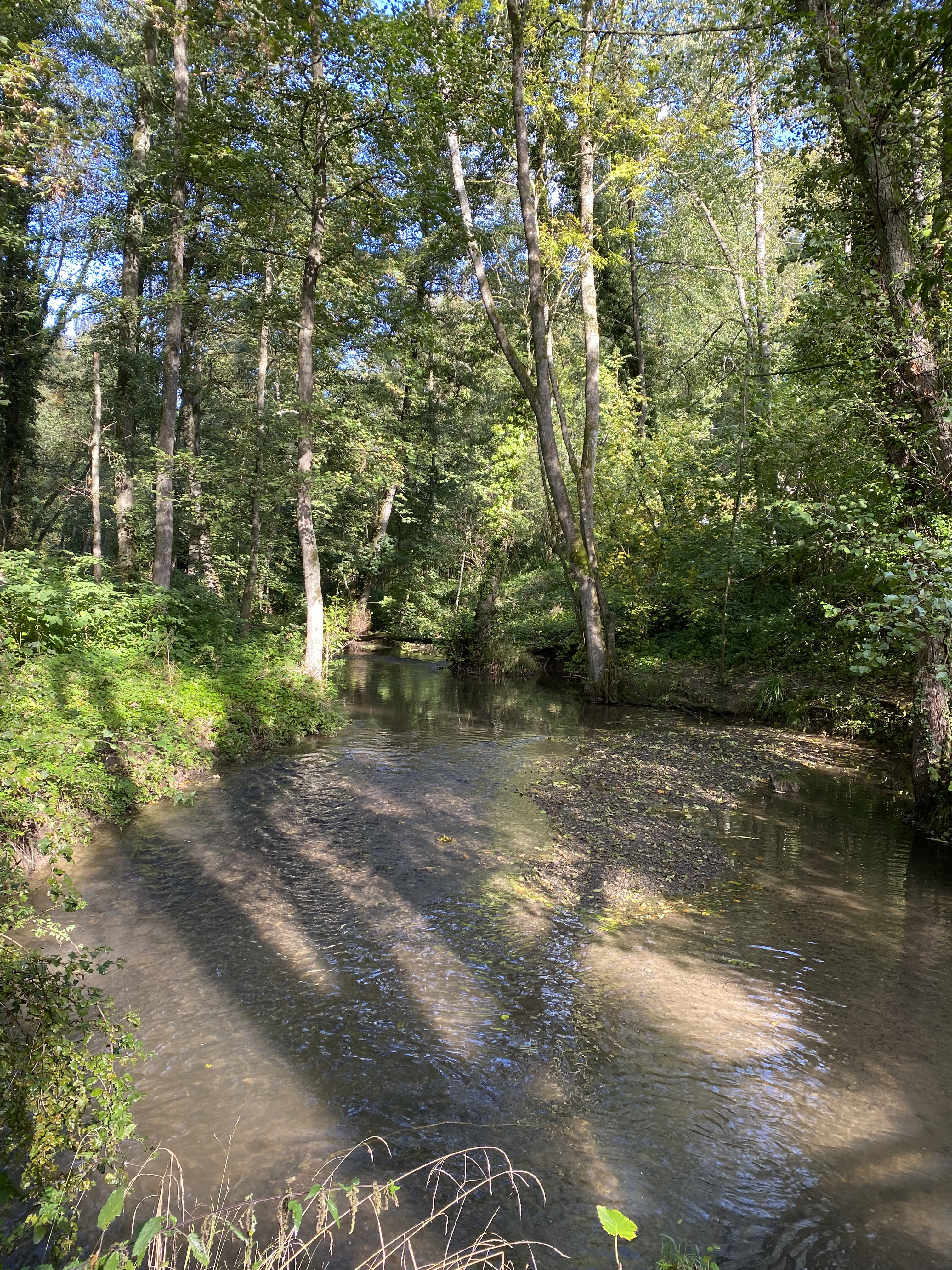
Düssel im Erlenauwald
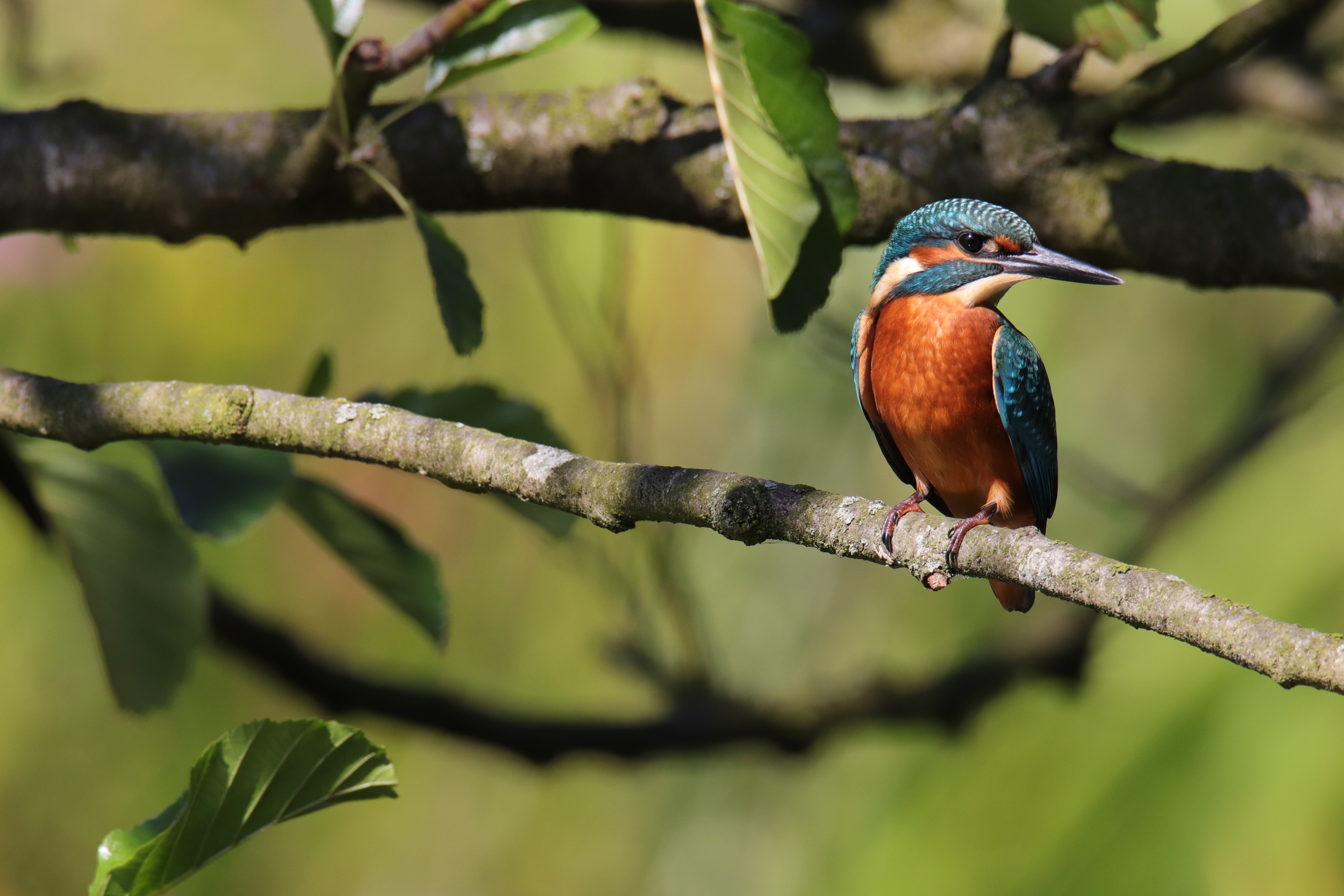
Düssel – Jagdrevier des  Eisvogels
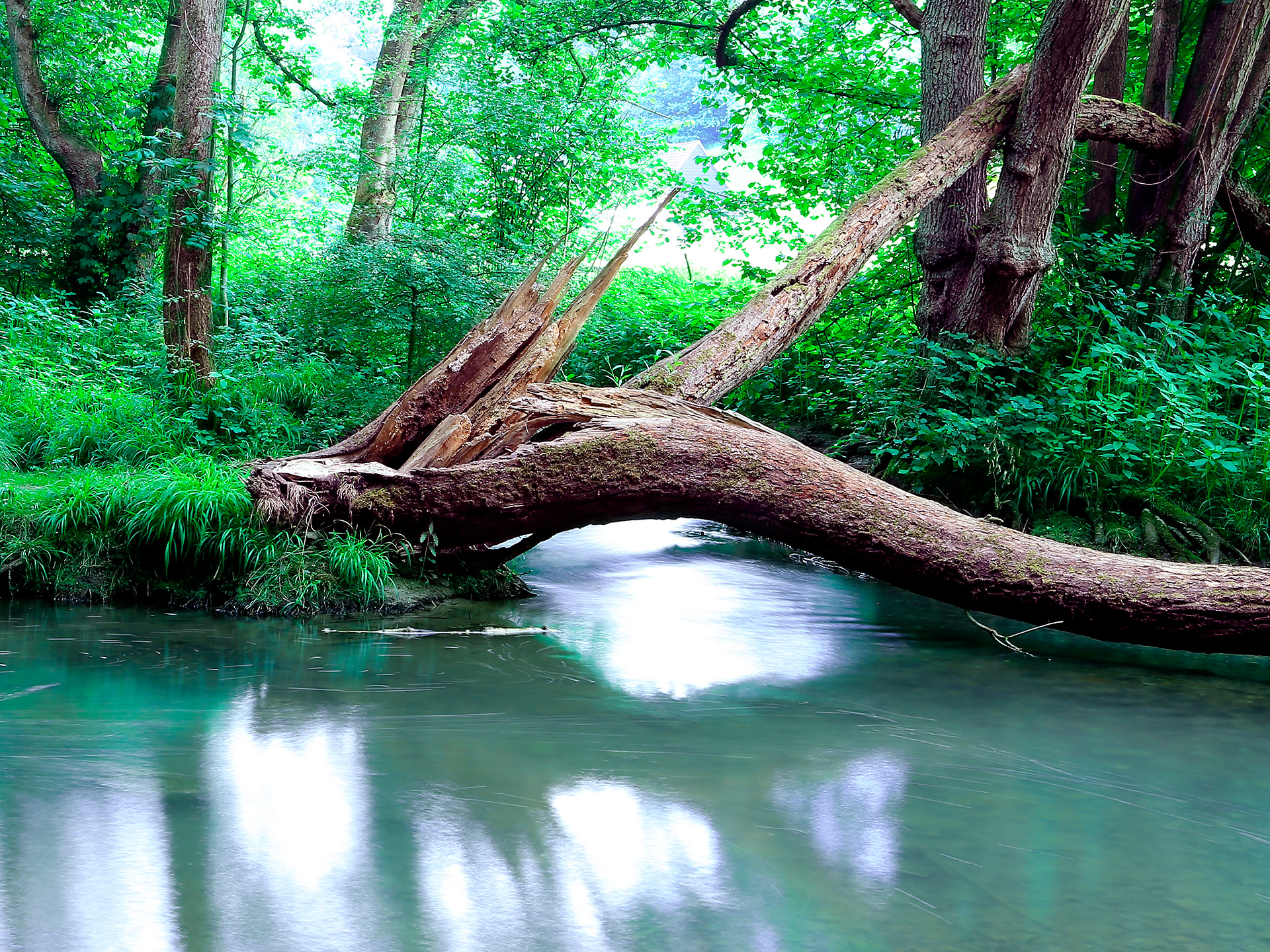
Düssel mit Totholz
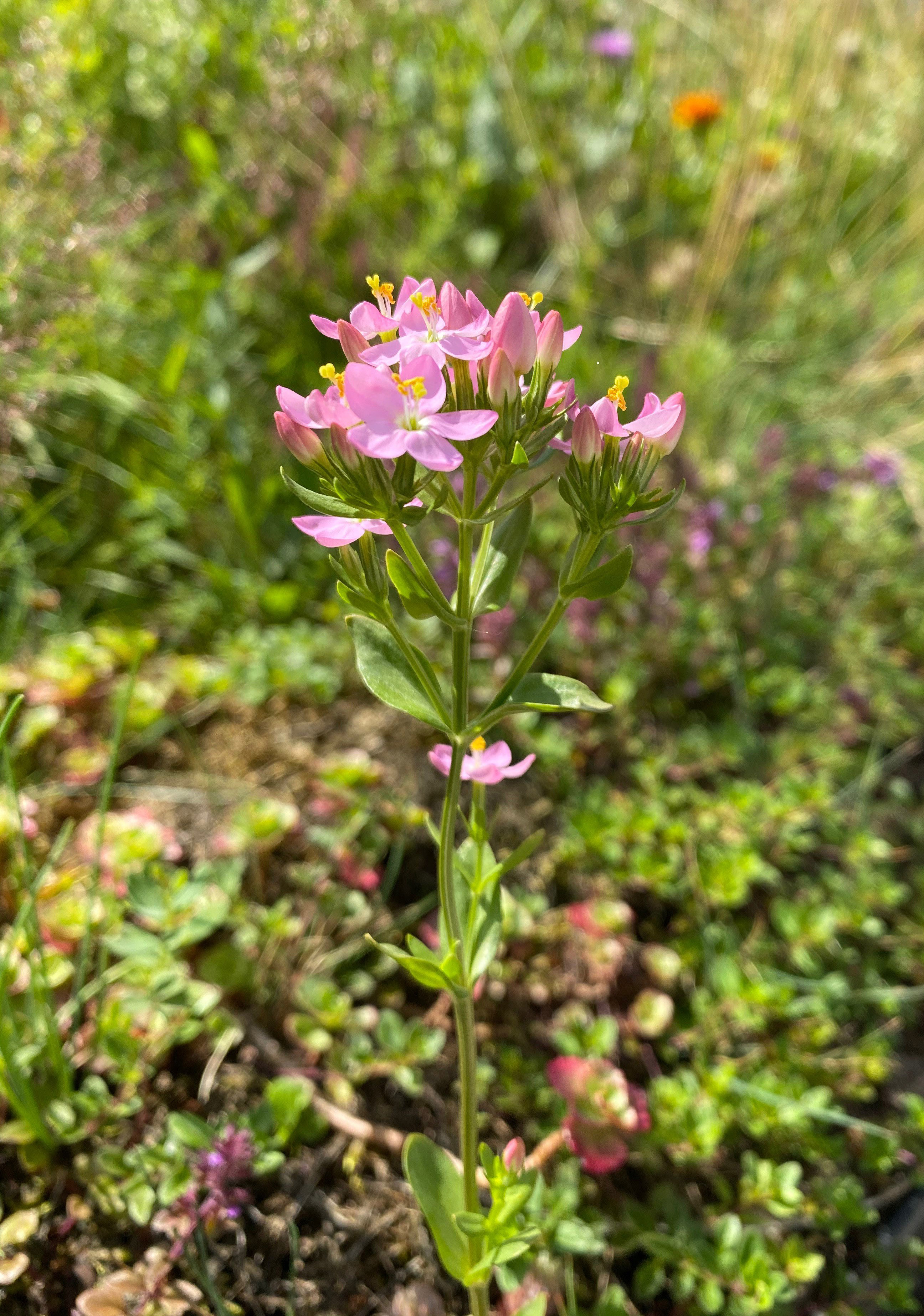
Echtes Tausendgüldenkraut (Centaurium erythraea)
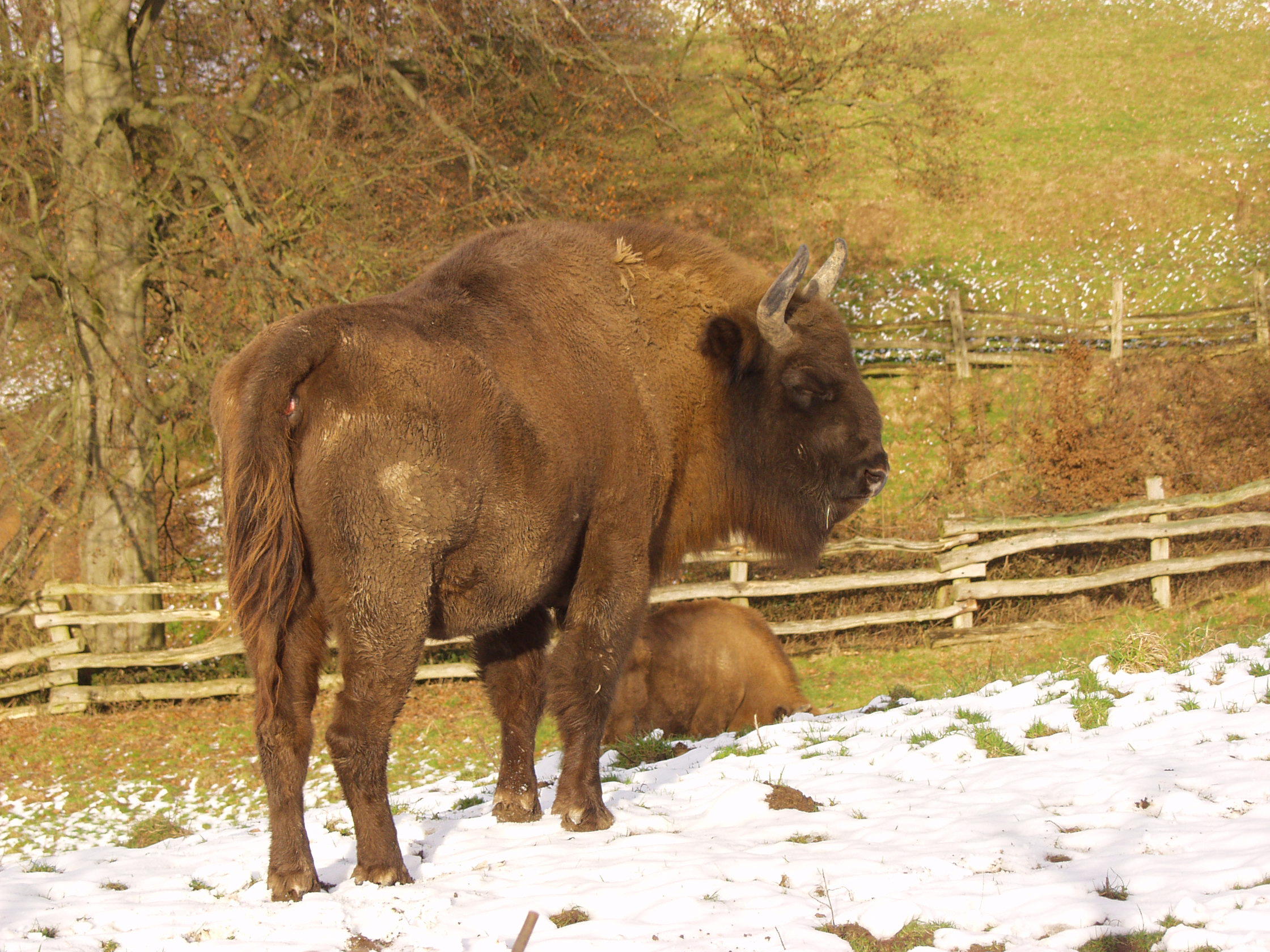
Wisent – Eiszeitliches Wildgehege Neandertal
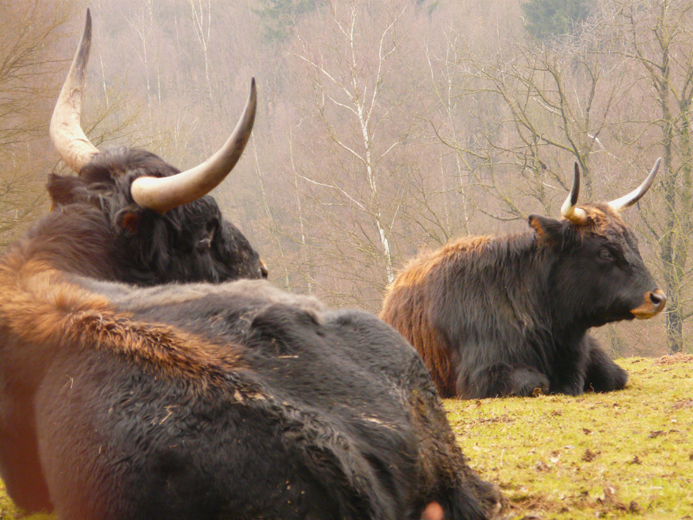
Heckrinder – Eiszeitliches Wildgehege Neandertal
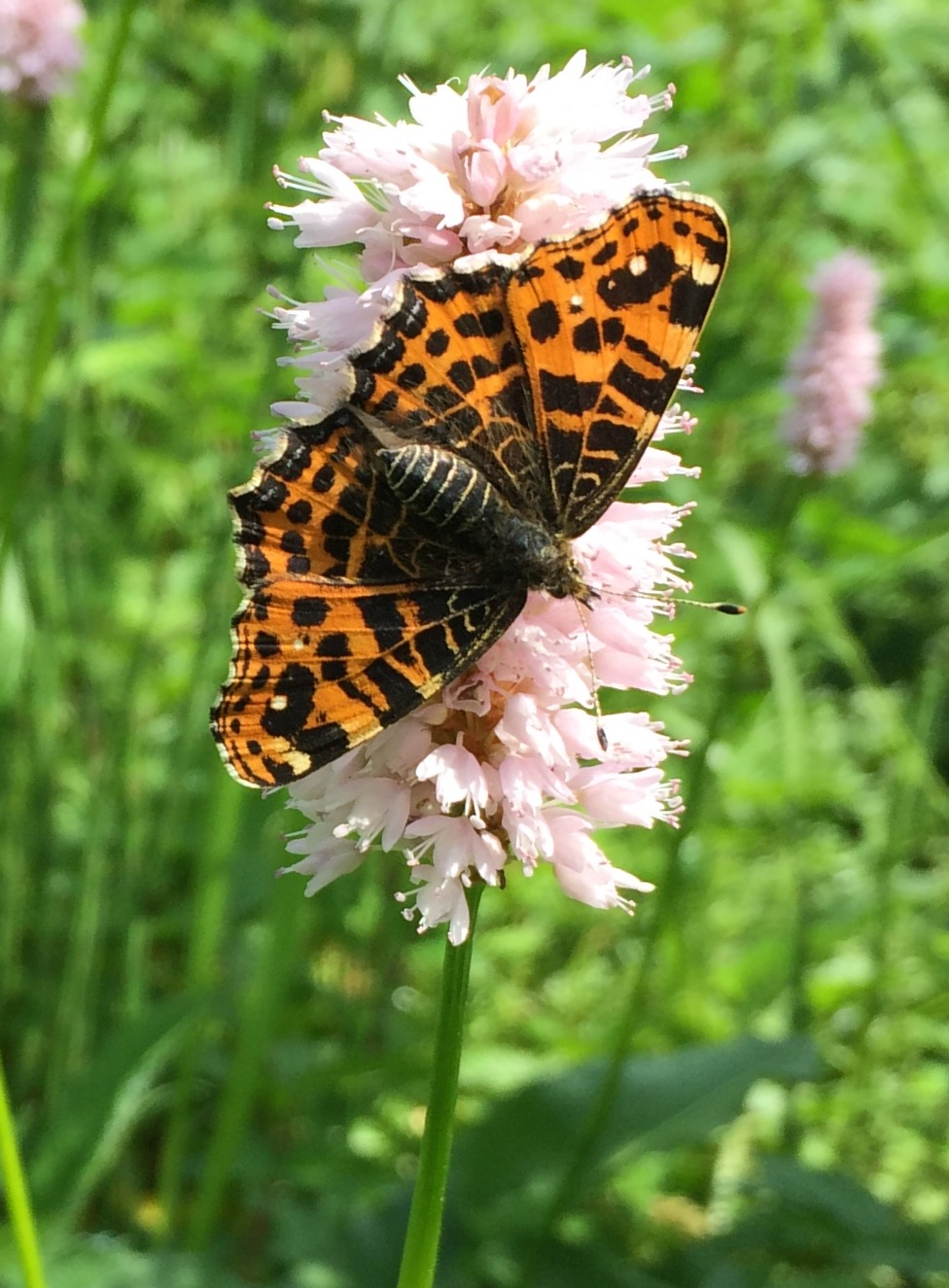
Landkärtchen auf Schlangen-Knöterich
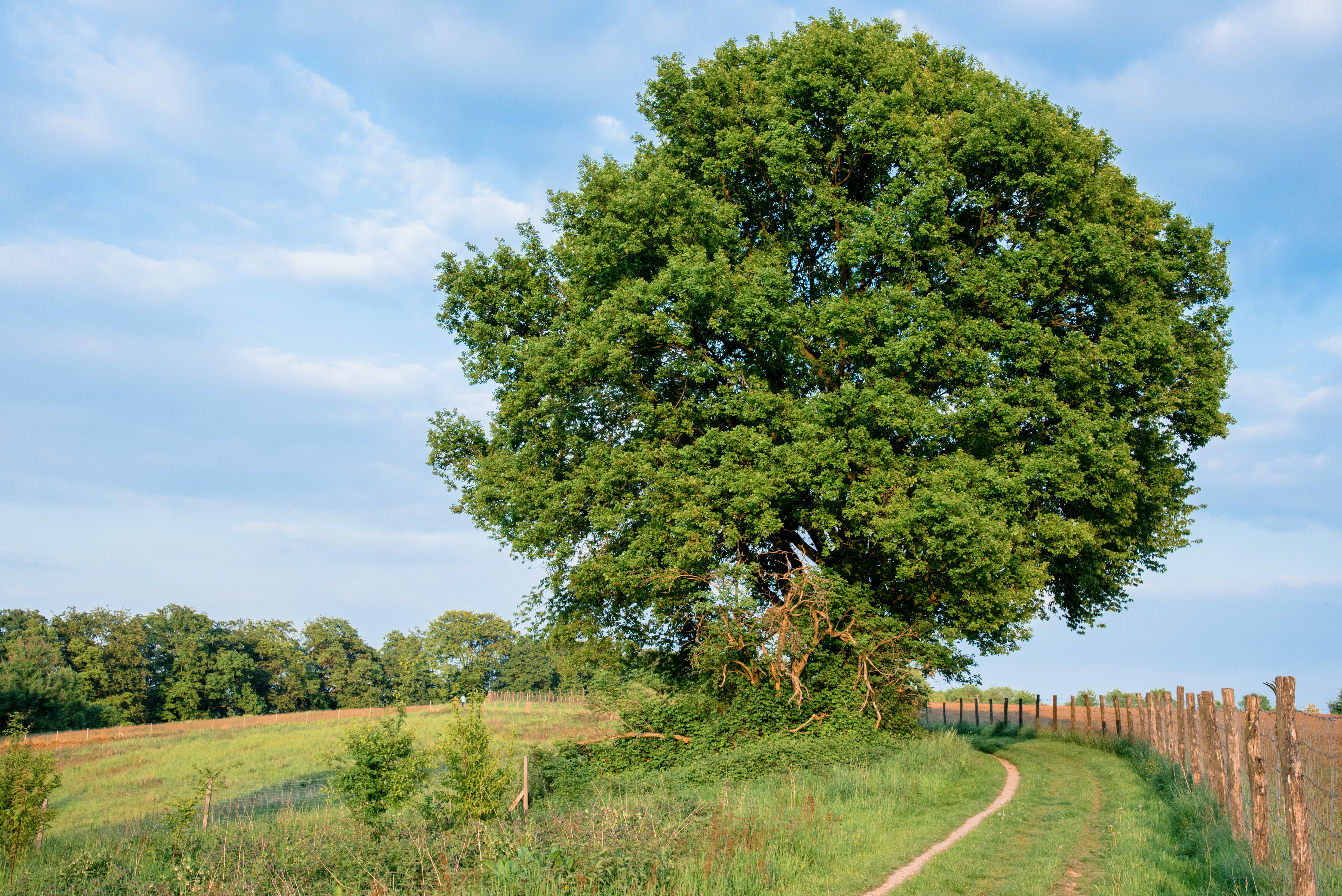
Freistehender alter Baum im NSG
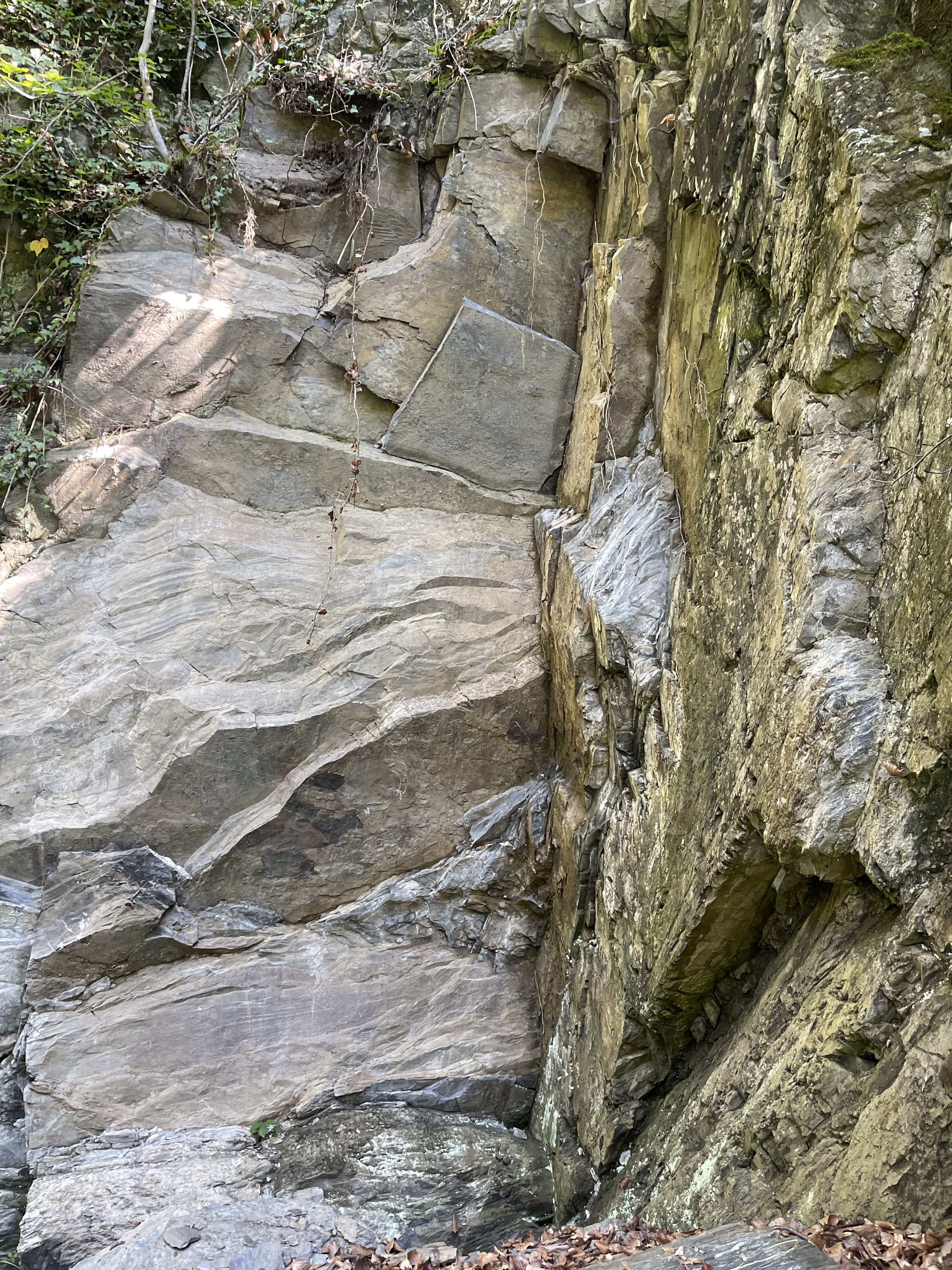
Kalksteinwand im Neandertal
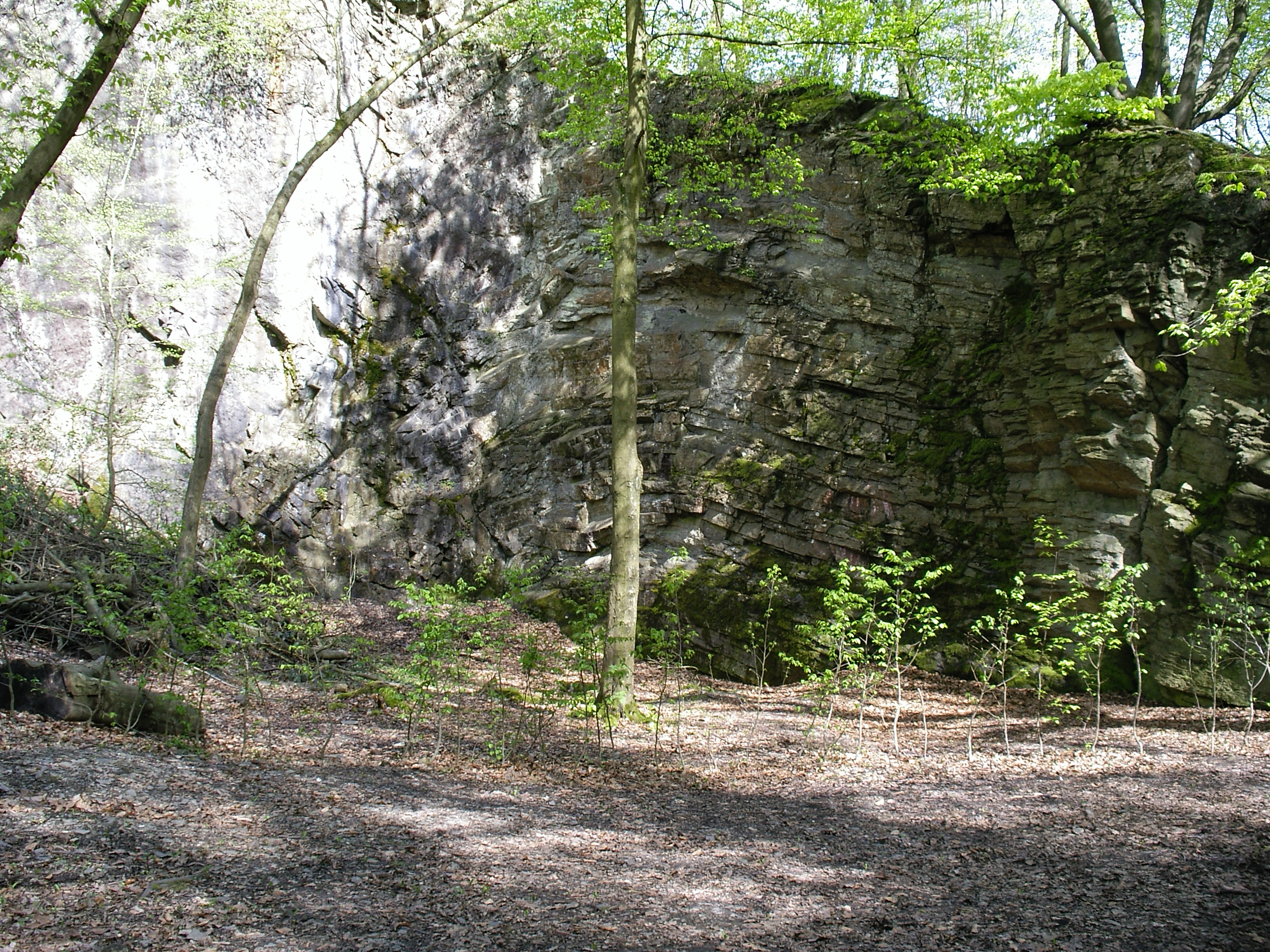
Altsteinbruch Nähe Neandertal-Museum
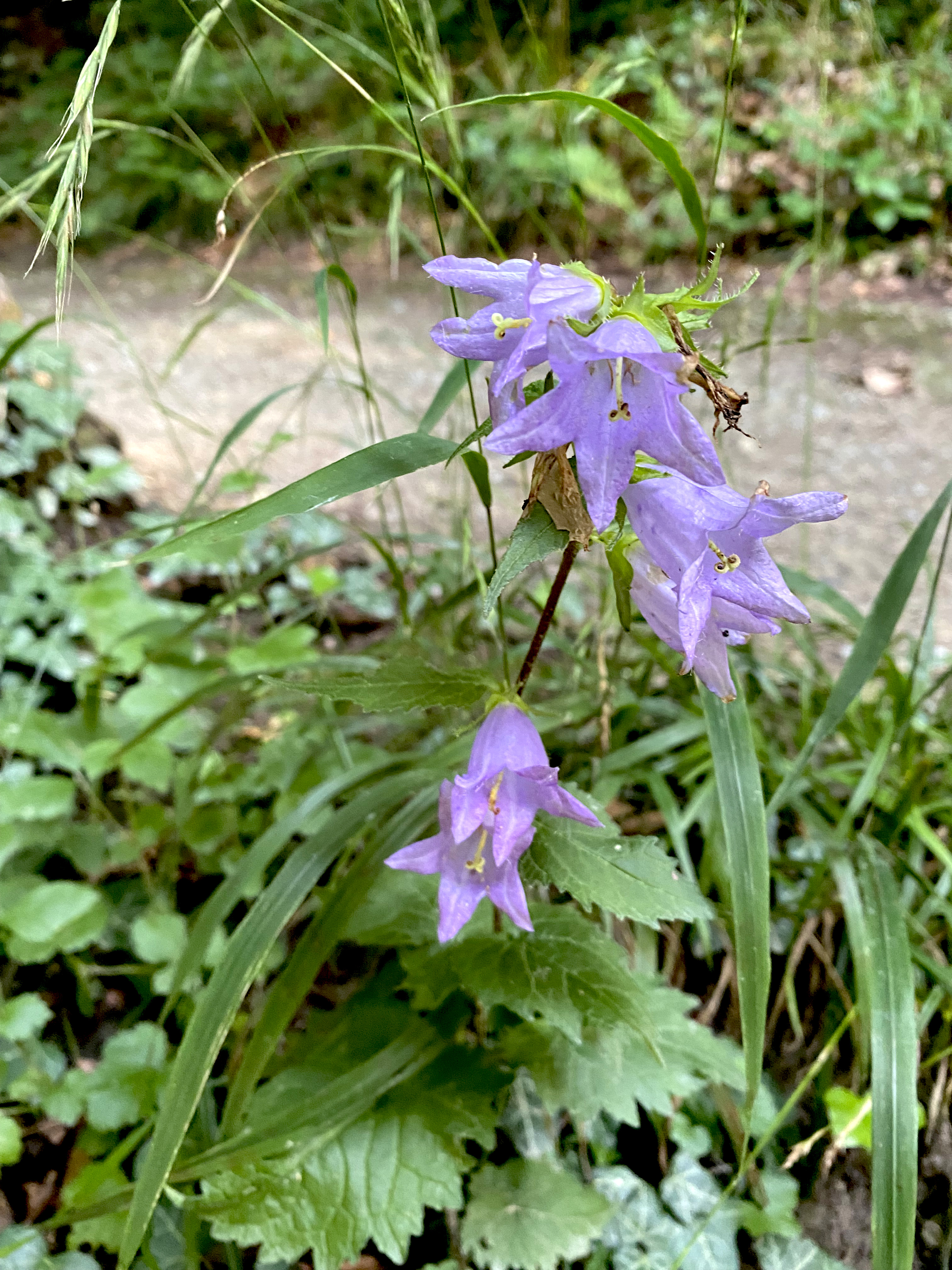
Nesselblättrige Glockenblume im NSG
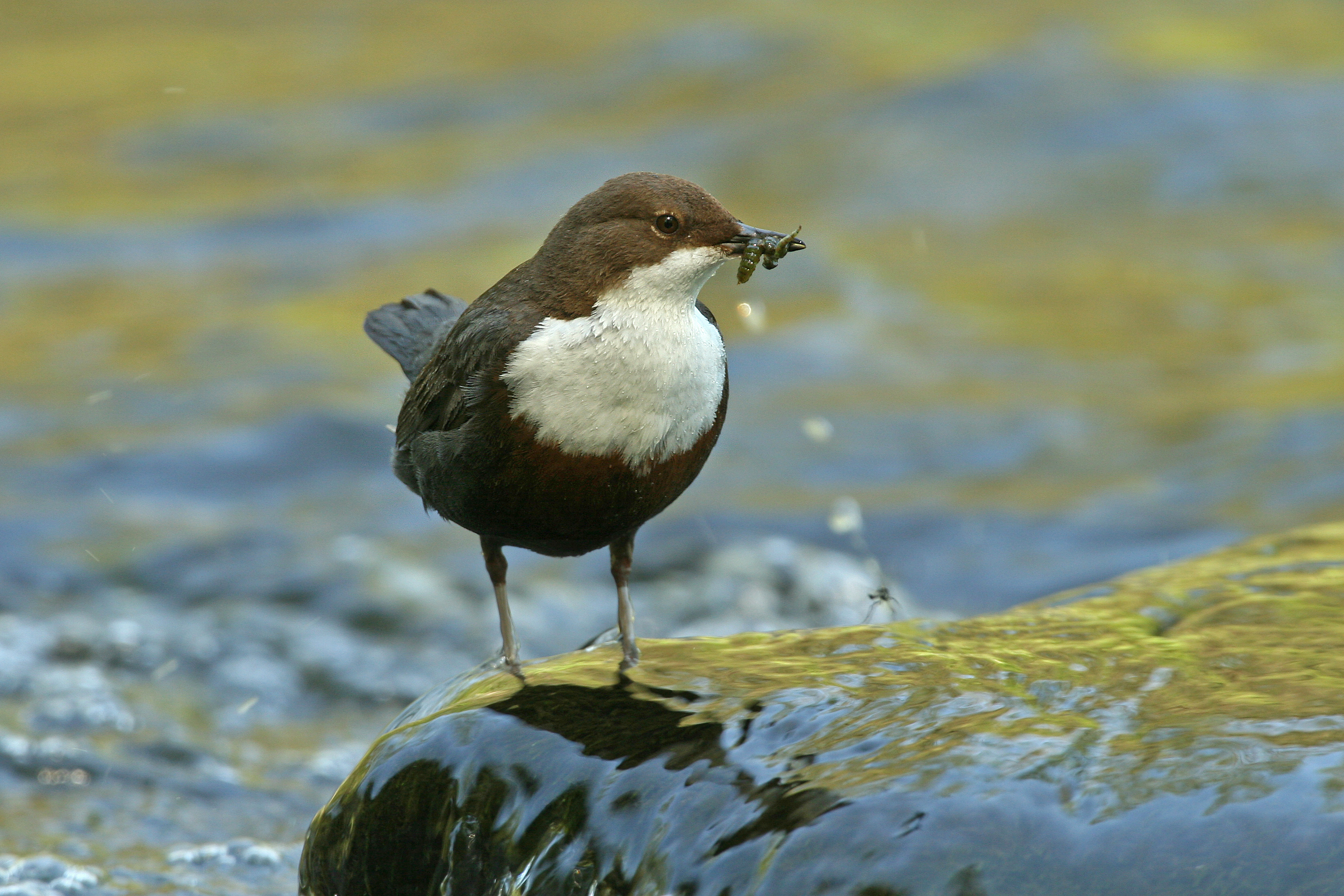
Wasseramsel (Cinclus cinclus)
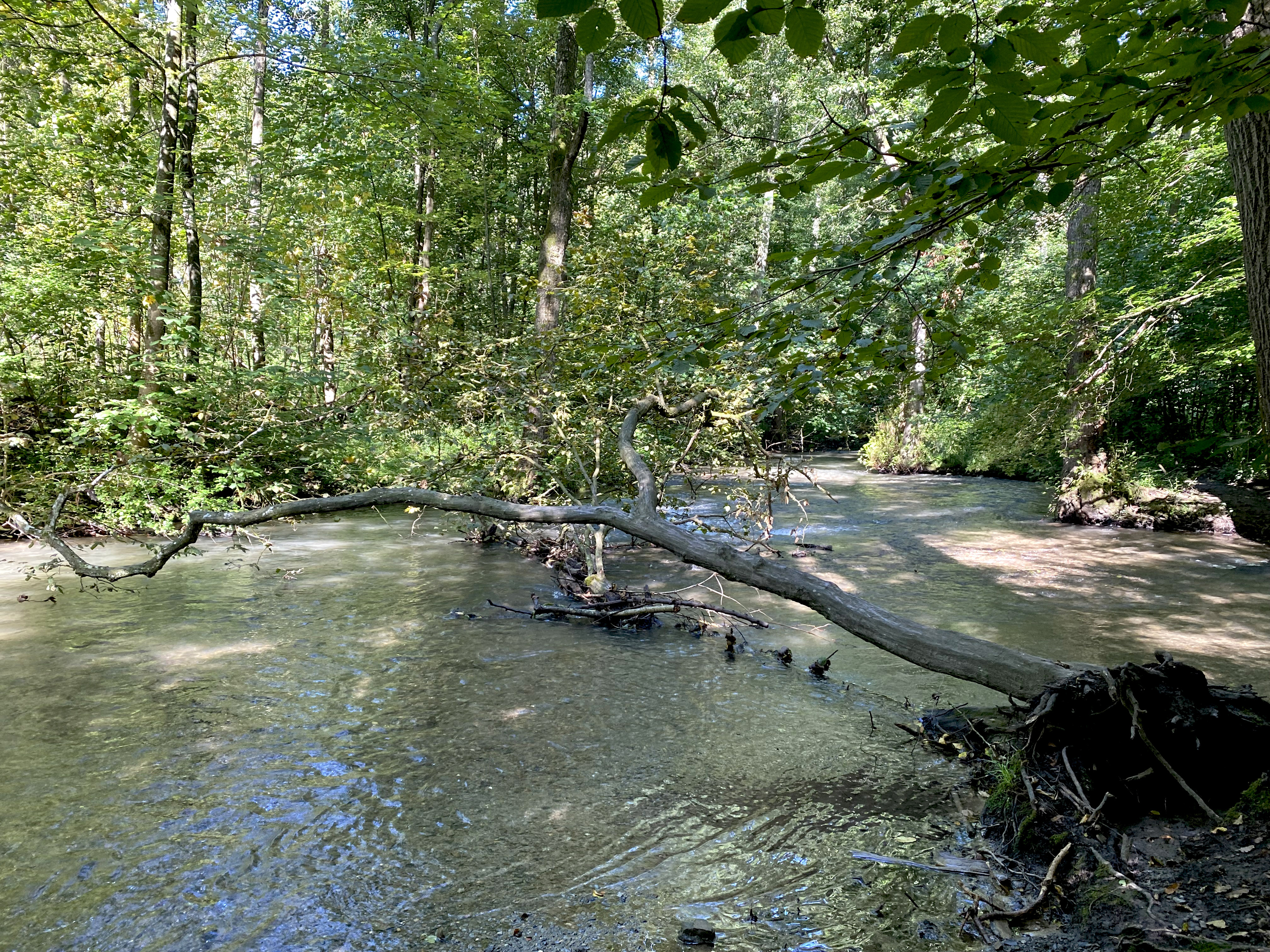
Düssel wild und naturnah
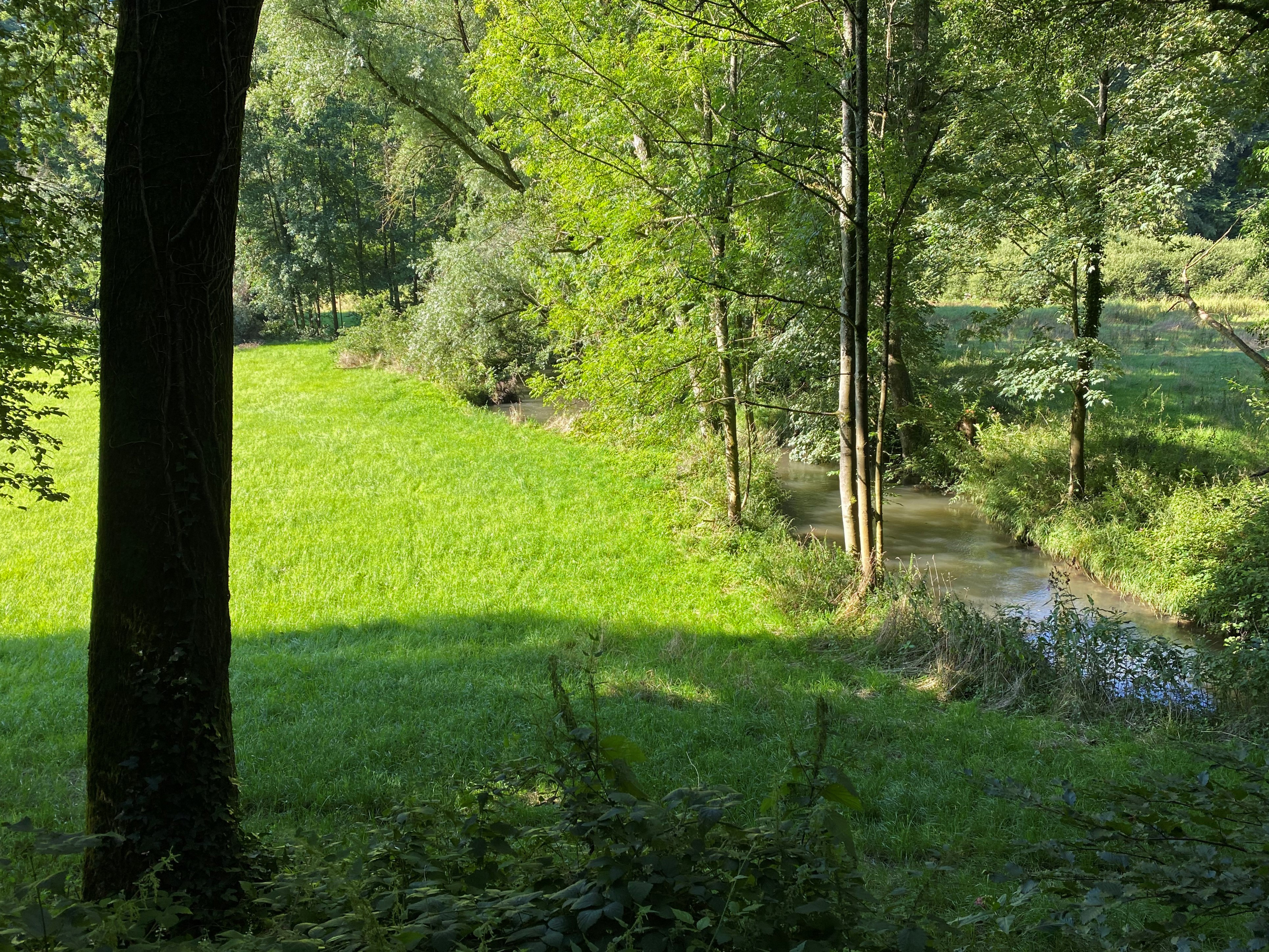
Düssel durchfließt Auwiesen